# 罗伯特·蒂卡宁
罗伯特·蒂卡宁（芬蘭語：Robert Tikkanen，1888年4月15日—1947年6月1日），芬兰男子射击运动员。他曾代表芬兰参加1920年和1924年夏季奥林匹克运动会射击比赛，共获得一枚银牌和二枚铜牌。